# Au Pair 3: Adventure in Paradise
Au Pair 3: Adventure in Paradise, den tredje filmen i Au Pair-serien, sändes i ABC Family den 15 mars 2009, och den första filmen i trilogin att ha gjorts under Disney.

## Handling
Åtta år har gått sedan händelserna i Au Pair, och Alexander Caldwell åker med sin syster Katie och hennes rumskamrat Ariana på semestertur med fadern Oliver och styvmodern Jenny. Oliver och Jennys nuvarande barnflicka säger nej till att följa med dem och de överarbetade föräldrarna måste ta hand om sin nyfödda baby Sarah i Puerto Rico.

## Fortsättning
Oliver nämner Walter Hausens far med stor respekt (Karl Hausen), men Walter var inte med i Au Pair II. Walter anses vara Brigittes (Au Pair II), men detta nämns inte i filmen.

## Rollista
- Gregory Harrison som Oliver Caldwell
- Heidi Saban som Jennifer 'Jenny' Caldwell
- Katie Volding som Katie 'Kate' Caldwell
- Jake Dinwiddie som Alexander 'Alex' Caldwell
- Gerrit Graham som Rupert, bror till Olivers nu pensionerade chaufför Nigel
- Bradley White som Walter Hausen
- Brian Tester som Brentfield Academy Headmaster
- Kathleen Mealia som Ariana
- Rafa Alvarez som Bodyguard 2
- Ciaran Tyrrell som Danny Taylor

### Fotnoter
1. ↑  ”'Au Pair 3': It's time to call it quits” (på engelska). Entertainment Weekly. 16 mars 2009. http://www.ew.com/article/2009/03/16/au-pair-3. Läst 18 september 2016.